# 16.º distrito congresional de Texas
El 16.º distrito congresional es un distrito congresional que elige a un Representante para la Cámara de Representantes de los Estados Unidos por el estado de Texas.  Según la Oficina del Censo, en 2011 el distrito tenía una población de 747 205 habitantes. Actualmente el distrito está representado por la Demócrata Veronica Escobar.

## Geografía
El 16.º distrito congresional se encuentra ubicado en las coordenadas 31°54′39″N 106°18′38″O / 31.91083, -106.31056.

## Demografía
Según la Oficina del Censo de los Estados Unidos, en 2011 había 747 205 personas residiendo en el 16.º distrito congresional. De los 747 205 habitantes, el distrito estaba compuesto por 602 292 (80.6%) blancos; de esos, 587 531 (78.6%) eran blancos no latinos o hispanos. Además 23 472 (3.1%) eran afroamericanos o negros, 3 913 (0.5%) eran nativos de Alaska o amerindios, 8 045 (1.1%) eran asiáticos, 698 (0.1%) eran nativos de Hawái o isleños del Pacífico, 106 141 (14.2%) eran de otras razas y 17 405 (2.3%) pertenecían a dos o más razas. Del total de la población 607 371 (81.3%) eran hispanos o latinos de cualquier raza; 577 662 (77.3%) eran de ascendencia mexicana, 6 607 (0.9%) puertorriqueña y 1 186 (0.2%) cubana. Además del inglés, 3 138 (71.4%) personas mayor a cinco años de edad hablaban español perfectamente.
El número total de hogares en el distrito era de 237 382, y el 75.8% eran familias en la cual el 39.5 tenían menores de 18 años de edad viviendo con ellos. De todas las familias viviendo en el distrito, solamente el 50.3% eran matrimonios. Del total de hogares en el distrito, el 3.5 eran parejas que no estaban casadas, mientras que el 0.3% eran parejas del mismo sexo. El promedio de personas por hogar era de 3.09. 
En 2011 los ingresos medios por hogar en el distrito congresional eran de US$39 904, y los ingresos medios por familia eran de US$59 264. Los hogares que no formaban una familia tenían unos ingresos de US$65 915. El salario promedio de tiempo completo para los hombres era de US$34 524 frente a los US$29 194 para las mujeres. La renta per cápita para el distrito era de US$18 422. Alrededor del 21.1% de la población estaban por debajo del umbral de pobreza.